# جزیره کوروو
جزیره کوروو (به پرتغالی: Corvo) یک جزیره در پرتغال است که در آزور واقع شده‌است. این جزیره کوچک‌ترین و شمالی‌ترین جزیره از مجمع‌الجزایر آزور است و با جمعیت ۴۶۸ نفر (در سال ۲۰۰۶) کوچک‌ترین شهر منفرد در جزایر آزور و کشور پرتغال به‌شمار می‌رود.
این جزیره از نظر زمین‌شناسی بخشی از صفحه آمریکای شمالی است که یکی از شرقی‌ترین نقاط این قاره به‌شمار می‌رود